# Xatcobeo
Xatcobeo è un satellite spagnolo, il primo satellite gallego. È stato costruito dall'Università di Vigo in collaborazione con l'Instituto Nacional de Técnica Aeroespacial (INTA) e con l'assistenza dell'azienda pubblica gallega Retegal ed è stato portato in orbita durante il lancio inaugurale del vettore Vega il 13 febbraio 2012. È costato approssimativamente 1,2 milioni di euro, finanziati per il 50% dal Ministero della Scienza e della Ricerca, per il 25% da Retegal e per il restante 25% dall'Università di Vigo e dall'INTA.
Xatcobeo è un satellite di tipo CubeSat 1U, ha quindi le dimensioni di un cubo di 10 cm di spigolo ed una massa di 1,33 kg.